# Tiazyny

4H-1,4-tiazyna

Tiazyny −  związki heterocykliczne zawierające w sześcioczłonowym pierścieniu atom siarki i azotu oraz dwa wiązania podwójne. Podobnie jak w przypadku oksazyn, istnieje 8 możliwych izomerów tiazyn, jednak żadna z tiazyn nie została wyizolowana i scharakteryzowana.

Fenotiazyna (dibenzo[1,4]tiazyna)

Znaczenie praktyczne mają zwłaszcza pochodne 10H-fenotiazyny, której szkielet wchodzi w skład barwników tiazynowych (np. błękitu metylenowego) i licznych leków.